# Flöha
Die Große Kreisstadt Flöha ist eine sächsische Kleinstadt im Landkreis Mittelsachsen. Nach der ersten urkundlichen Erwähnung im Jahr 1346 entwickelte sich das Gebiet am nördlichen Rand des Erzgebirges am Zusammenfluss der Flüsse Flöha und Zschopau mit dem Einsetzen der Industrialisierung im 19. Jahrhundert zu einer Industriegemeinde, welche am 8. November 1933 zur Stadt erhoben wurde. Das heutige Stadtgebiet des unmittelbar an die Großstadt Chemnitz angrenzenden Unterzentrums ging aus Gemeindezusammenschlüssen in den Jahren 1920, 1962 und 2011 hervor.

## Geographie

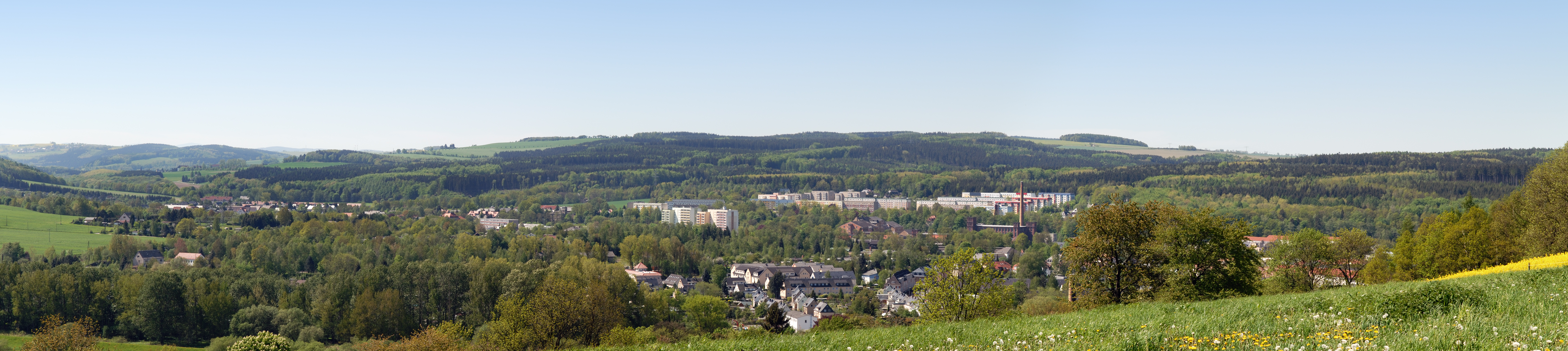
Blick auf die Stadt

Die Stadt Flöha befindet sich im gleichnamigen Becken, welches am Fuße des Unteren Erzgebirges durch die dort zusammenfließenden Flüsse Flöha und Zschopau ausgeräumt wurde. An diesem Zusammenfluss beider Flüsse bilden vier ehemals selbstständige Gemeinden das heutige zusammengewachsene Siedlungsgebiet der Stadt.

### Nachbargemeinden
Die nachfolgenden Gemeinden grenzen an die Stadt Flöha. Sie werden im Uhrzeigersinn beginnend im Nordosten genannt: Frankenberg/Sa., Oederan, Augustusburg, Chemnitz und Niederwiesa.

### Stadtgliederung
Das Stadtgebiet von Flöha besteht aus den Ortsteilen Flöha, Gückelsberg, Plaue, Bernsdorf und Falkenau (mit seinem Gemeindeteil Hetzdorf).

## Geschichte

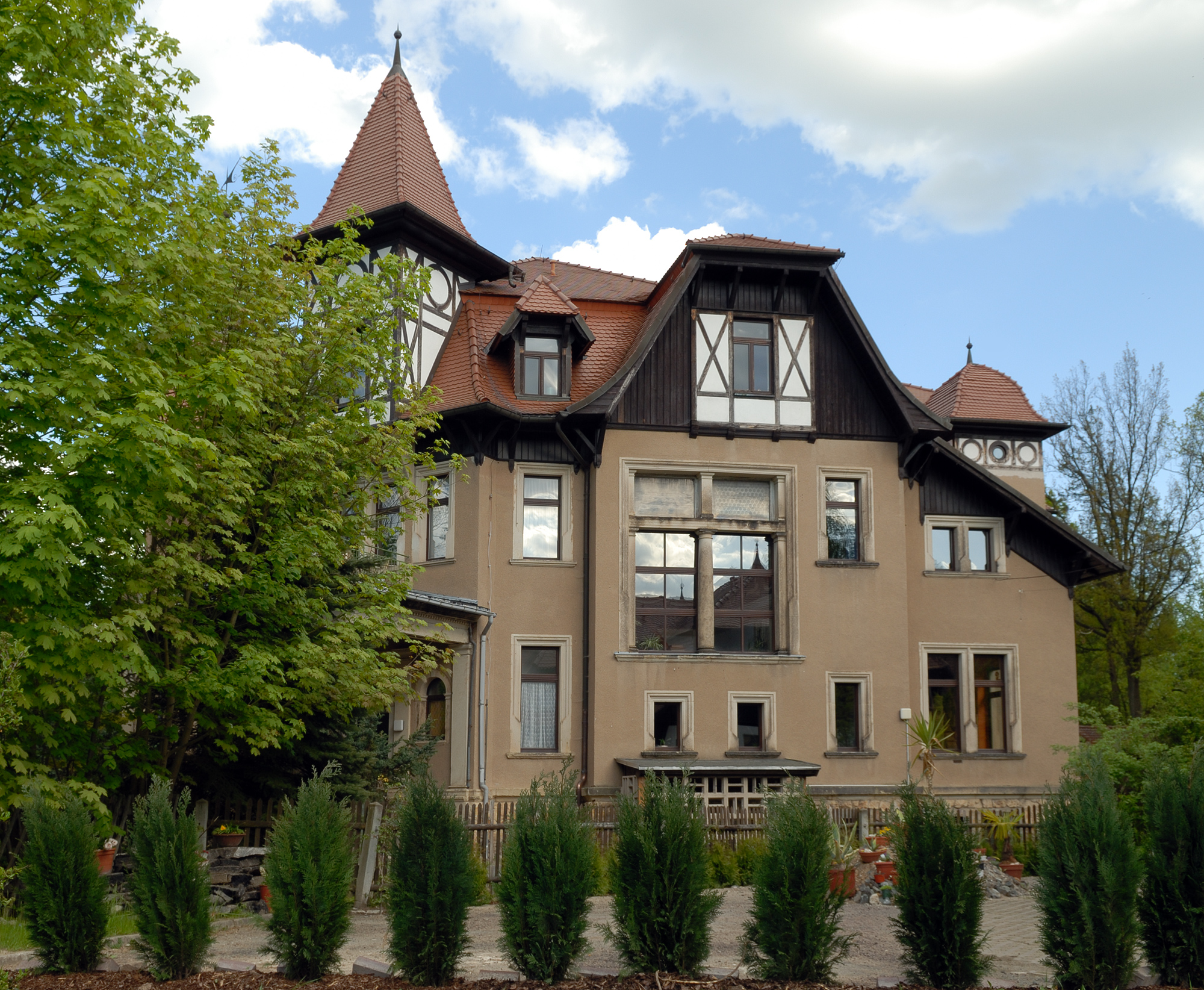
Villa Immenhof, heute das Jugendzentrum „UFO“

### Von der Gründung bis zum Dreißigjährigen Krieg
Flöha entstand als einreihiges Waldhufendorf in den Jahrzehnten nach der Mitte des 12. Jahrhunderts. Die urkundliche Ersterwähnung erfolgte im Jahre 1399, als ein „Johannes pharer zcu der Flaw“ in einer Chemnitzer Urkunde genannt wurde. Dies ist zugleich die erste indirekte Erwähnung der Dorfkirche von Flöha, die unmittelbar mit der Gründung des Ortes – vermutlich als Georgskirche – angelegt wurde. Die oft angenommene Ersterwähnung Flöhas in der Meißner Bistumsmatrikel beruht auf einer Irrung, da die älteste erhaltene Fassung dieser Matrikel aus dem Jahre 1495 (und nicht aus dem Jahre 1346) stammt. Ältestes sicher datierbares Bauwerk Flöhas ist der spätgotische Chor der „Georgenkirche“ aus der Zeit um 1500/1510. Möglicherweise hat sich jedoch im Kirchenschiff Bausubstanz aus der Romanik (2. Hälfte 12. oder 1. Hälfte 13. Jahrhundert) erhalten. Ihre heutige Gestalt erhielt die Kirche – abgesehen vom spätmittelalterlichen polygonalen Chor – durch einen Barockumbau in der Mitte des 18. Jahrhunderts und durch eine historistische Erneuerung im Jahre 1880.

### Vom Dreißigjährigen Krieg bis zum Ende des 19. Jahrhunderts
Mit dem Dreißigjährigen Krieg und den damit einhergehenden Morden, Bränden, der Hungersnot sowie der darauffolgenden Pest reduzierte sich die Einwohnerzahl ab 1632 in einem Jahr um ein Viertel. Zahlreiche Bauerngüter fielen der Zerstörung anheim. Auch mit dem Siebenjährigen Krieg gingen weitere Nöte einher. Zahlreiche wiederkehrende Überschwemmungen ließen die Siedlungsgebiete der vier Dörfer nicht zusammenwachsen, allerdings entwickelte sich die Flößerei auf beiden Flüssen zu einem bedeutenden Wirtschaftszweig.

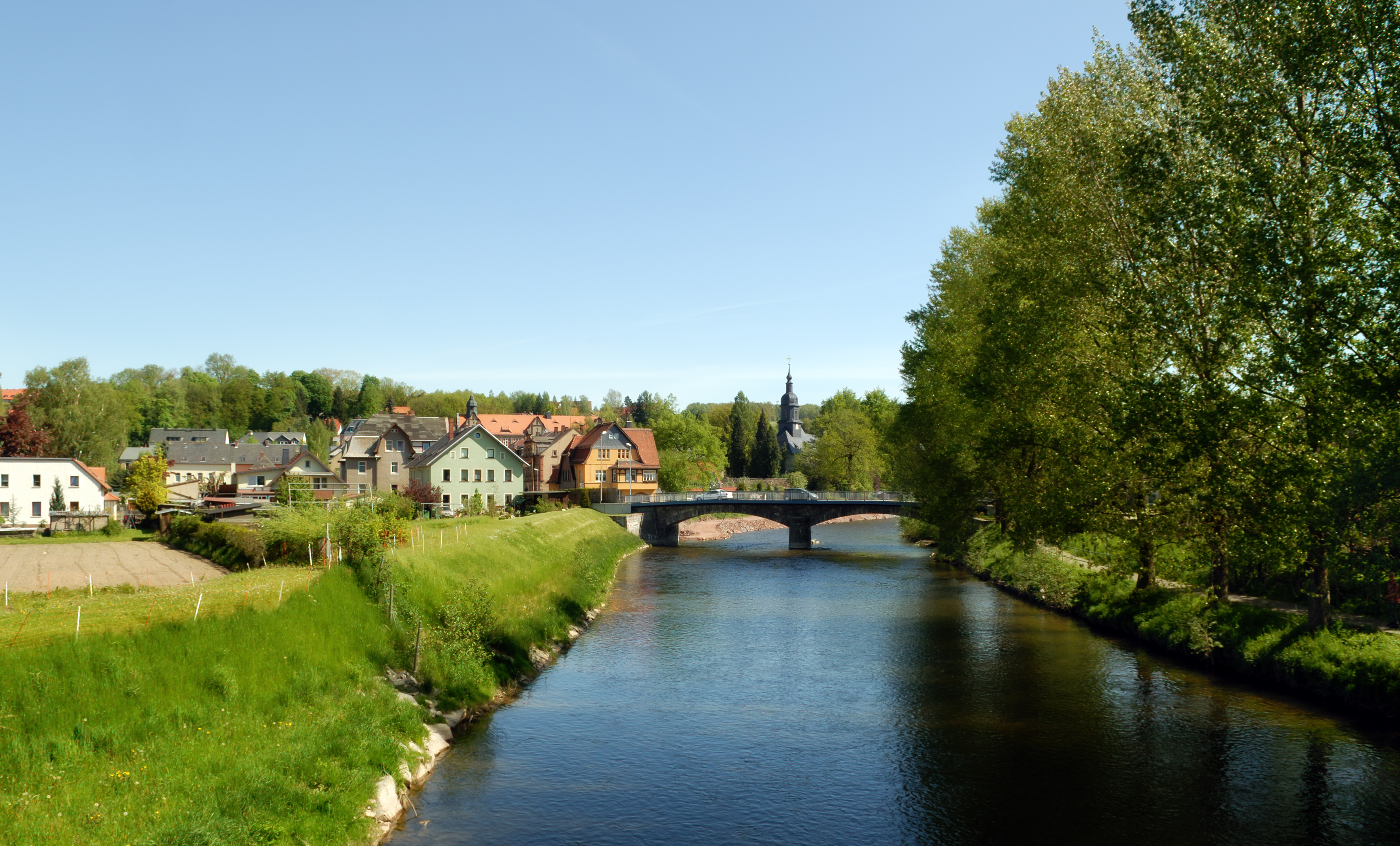
Blick vom Fluss Flöha auf die Stadt

Bis in das eingehende 19. Jahrhundert bewahrte Flöha den ländlichen Charakter seiner Siedlungen, die Gebiete waren auf die Landwirtschaft ausgerichtet. Mit der Gründung der ersten Baumwollspinnerei 1809 wurde Flöha zu einem Industriestandort, was den Beginn für die die kommenden Jahrzehnte prägende Industrialisierung des Ortes darstellte. 1817 erfolgte die Gründung der zweiten Spinnerei in Flöha, Gückelsberg zog 1830 mit seiner ersten Spinnerei nach. Im ganzen Umfeld von Chemnitz beeinflusste die Industrialisierung den Charakter der Gemeinden. Durch die angesehene Baumwollspinnerei Clauß wurde Flöha zu einer aufstrebenden Industriegemeinde.

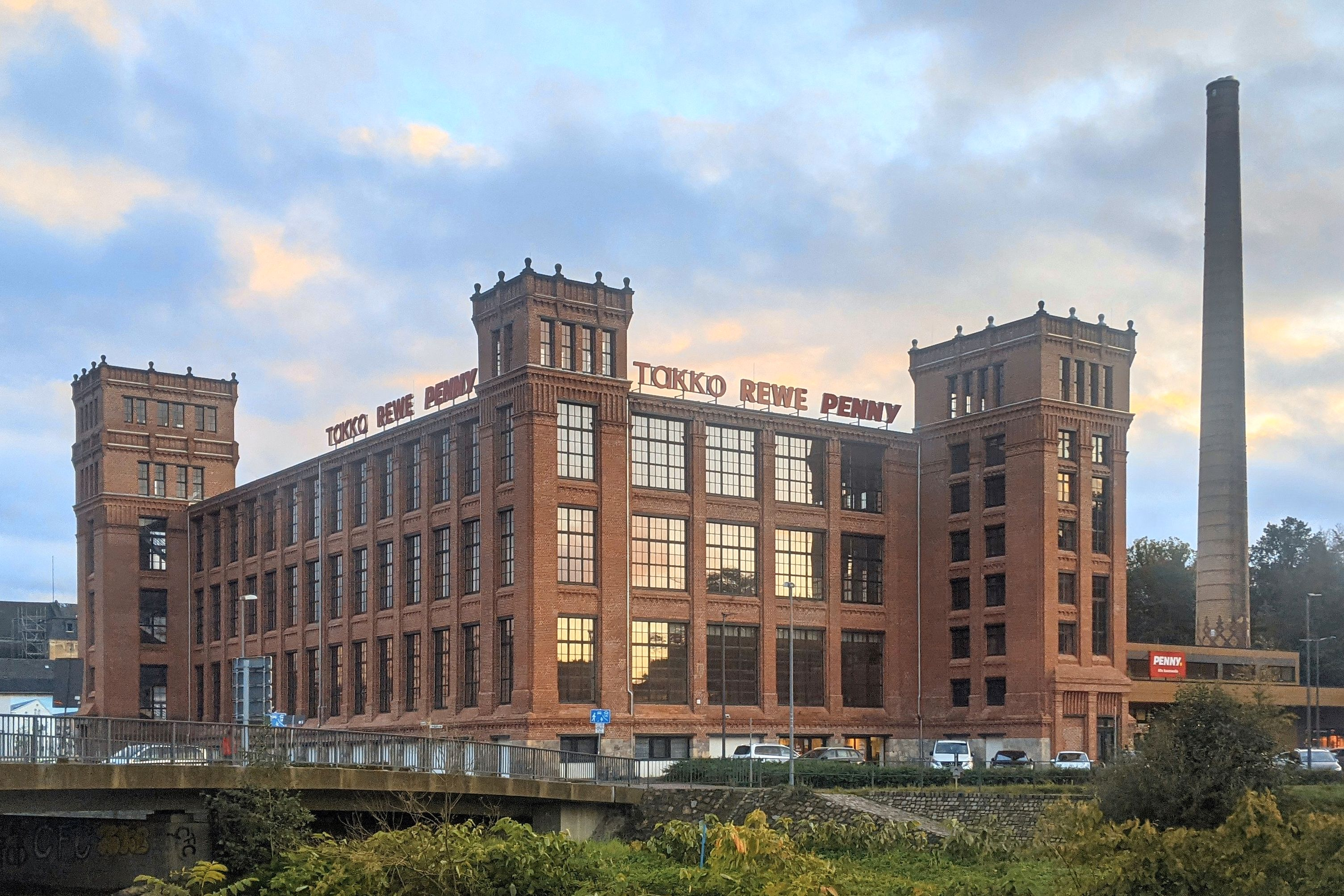
Ehemalige Baumwollspinnerei

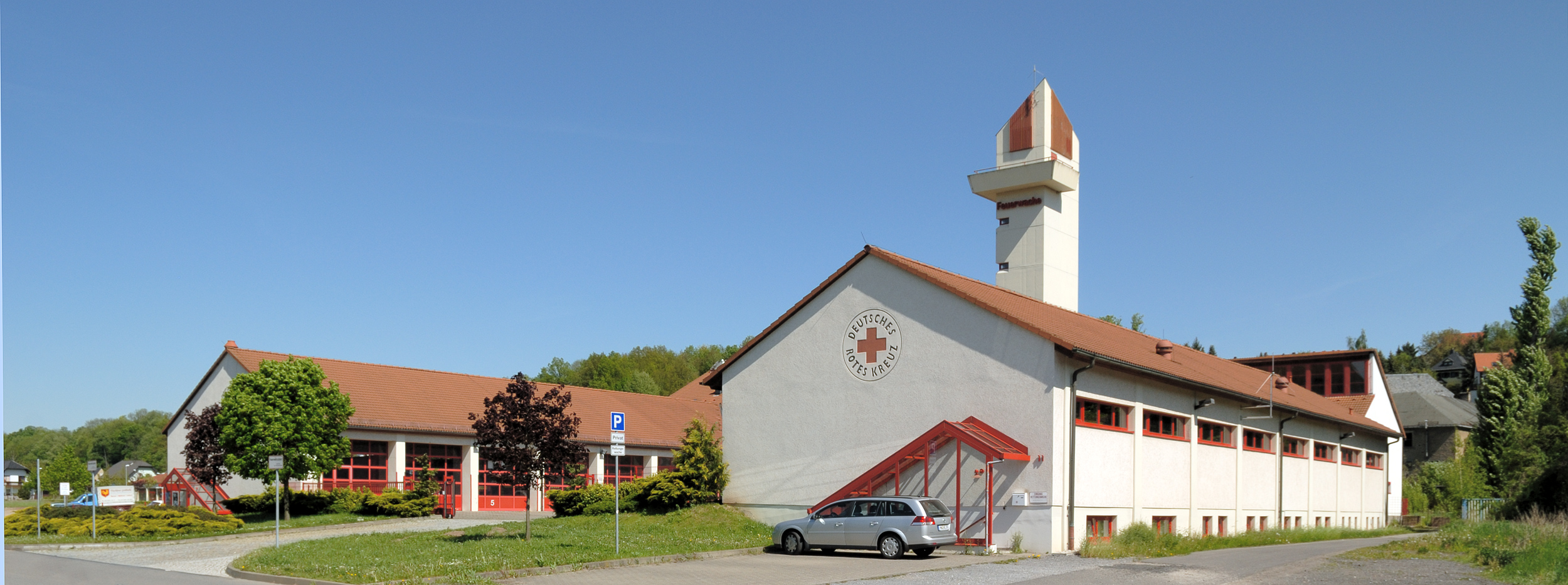
Gebäude der Freiwilligen Feuerwehr und des Deutschen Roten Kreuzes

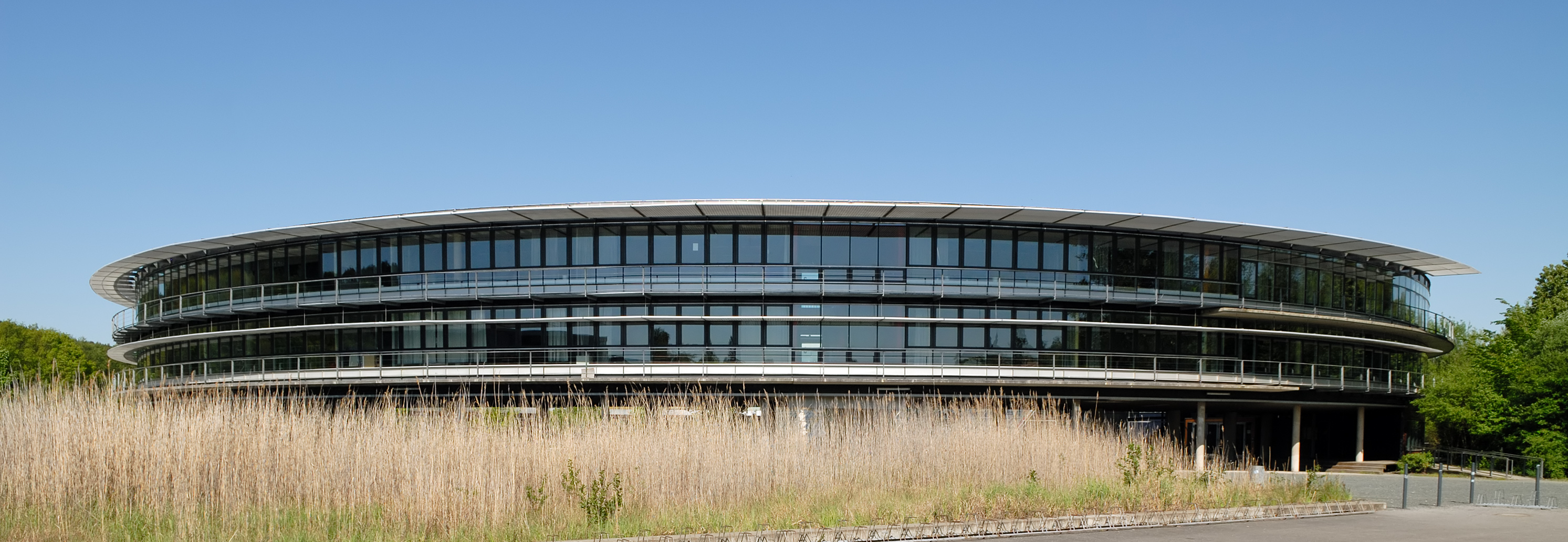
Gymnasium

Ein weiterer Schritt dieser Entwicklung war die Anbindung Flöhas an das sächsische Eisenbahnnetz mit der Verbindung zwischen Chemnitz und Annaberg im Jahr 1866, der drei Jahre später errichteten Strecke nach Freiberg und Dresden sowie der Bau der in Flöha abzweigenden Nebenbahn nach Reitzenhain. Das beschleunigte die weitere Ansiedlung bedeutender Fabriken wie die der Buntpapier- und Tüllfabrik „KG Carl Siems & Co.“ in Plaue, des Dampfkesselbaus und einer Holzschleiferei in Flöha. Flöha gehörte bis 1856 zum kursächsischen bzw. königlich-sächsischen Amt Augustusburg, vormals „Amt Schellenberg“. Nach dem Ende der sächsischen Ämterverfassung 1856 lag Flöha im Zuständigkeitsbereich des Gerichtsamts Augustusburg. Der Nachbarort Plaue wurde 1874 zum Sitz der neu gegründeten Amtshauptmannschaft Flöha erhoben, was den Bedeutungszuwachs der vergangenen Jahrzehnte deutlich wiedergab. Diese Entscheidung führte zur vermehrten Ansiedlung von Ämtern wie der Allgemeinen Ortskrankenkasse im Jahr 1884 und der Gemeindesparkasse 1895.

### Flöha im 20. Jahrhundert
Gückelsberg traf 1920 die Entscheidung, sich mit Flöha zusammenzuschließen. 1930 wurden in der Stadt ein Hauptpostamt und eine Fach- und Handelsschule eröffnet. Erst am 8. November 1933 wurde man mit der Erhebung zur Stadt auch auf formaler Ebene der Bedeutung gerecht, die Flöha durch die Industrie erlangt hatte. In der Turnhalle in Plaue (Flöha-Süd) errichteten SA und SS am 9. März 1933 das KZ Plaue, das als Frühes Konzentrationslager bis 10. Juni 1933 bestand und von insgesamt 600 Häftlingen durchlaufen wurde, welche schwersten Misshandlungen ausgesetzt waren. Nach der Auflösung des Lagers kamen die verbliebenen Häftlinge nach Colditz, Sachsenburg oder ins Schloss Augustusburg. An der Vorderseite der Turnhalle erinnert ein Relief mit Szenen aus dem Lageralltag an die Verbrechen. 1934 folgte ein neuer Bahnhof, weitere Wohngebiete entstanden in der Folgezeit.
Während des Zweiten Weltkrieges wurde von März 1944 bis April 1945 ein Außenlager des KZ Flossenbürg im heutigen Werk Flöha der Oberlungwitzer Textilwerke GmbH betrieben. Die seinerzeit dort ansässige Tarnfirma Fortuna G.m.b.H., bei der 600 Häftlinge unter extremen Lebensbedingungen Flugzeugteile herstellen mussten, gehörte zum Erla Maschinenwerk in Leipzig.
Nachdem der Zweite Weltkrieg keine direkten Einwirkungen auf Flöha genommen hatte, wurde die Stadt 1945 durch die Sowjetische Armee besetzt. 1952 wurde Flöha durch die zweite Kreisreform in der DDR Kreisstadt des Kreises Flöha im Bezirk Chemnitz (1953 in Bezirk Karl-Marx-Stadt umbenannt). Am 1. Januar 1962 schloss sich Plaue mit Flöha zusammen, auch weil auch die Siedlungsgebiete zusammengewachsen waren und die wirtschaftliche Verbindung bereits seit Längerem gegeben war. Der Industriestandort und Kreisstadt Flöha war in DDR-Zeiten weiterhin produktiv; es entstanden neue Wohngebiete, eine katholische Kirche und neue Kinderbetreuungs- und Schuleinrichtungen.
Am Standort der heutigen Gaststätte „Finkenmühle“ wurde im Jahr 1722 die „königliche Schloßmühle zu Altenhayn“ als Getreidemühle erbaut. 1822 wird sie beim Rentamt Sachsenburg erstmals unter dem Namen Finkenmühle erwähnt, offenbar aufgrund der flussabwärts neben der Mühle gelegenen Finkenwiese. Ab 1879 war der Chemnitzer Fabrikant Heinrich Friedrich Schnicke Besitzer der Mühle, errichtete ein Turbinenhaus und vergrößerte die Mühle zu einer Fabrikholzschleiferei. 1938 wurde die Mühle vom Chemnitzer Kaufmann Erwin Oscar Melchior gekauft, der gemeinsam mit Herbert Plitz die Firma „Plitz Akkumulatoren Flöha“ gründete und in der Finkenmühle Auto- und Motorradbatterien produzierte. 1972 wurde der VEB Vorrichtungsbau Hohenstein-Ernstthal infolge Zwangsenteignung neuer Besitzer. 1986 wurden die alten Gebäude teilweise abgerissen und ein Betriebsschulungsheim mit öffentlicher Gaststätte errichtet. Bei der Eingemeindung der Gemeinde Altenhain nach Frankenberg/Sa. im Landkreis Hainichen verblieb die Siedlung „An der Finkenmühle“ im Landkreis Flöha und wurde am 1. Januar 1994 nach Flöha umgegliedert.
Mit der politischen Wende und der Wiedervereinigung Deutschlands brach die Industrie in der Stadt zusammen. Eine hohe Zahl von Entlassungen im Bereich des industriellen Sektors war die Folge, was auch die verstärkte Abwanderung in die westlichen Bundesländer auslöste. 1994 verlor die Stadt mit der Zusammenlegung der Kreise Flöha, Freiberg und Brand-Erbisdorf ihren Status als Kreisstadt und wurde so zur Großen Kreisstadt. Flöha war die drittgrößte Stadt im bis 2008 bestehenden Landkreis Freiberg. Seitdem gehört sie zum Landkreis Mittelsachsen.

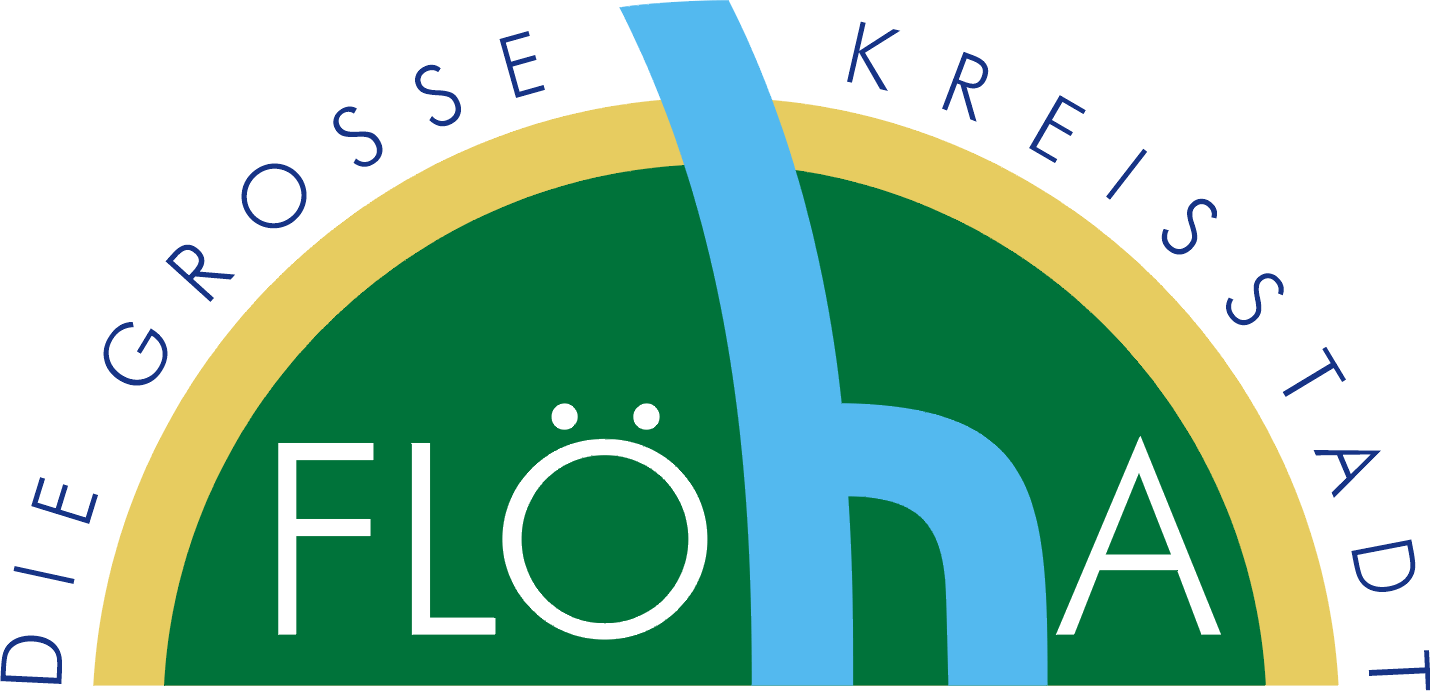
Logo anlässlich der 600-Jahr-Feier

Im Jahre 1999 feierte Flöha sein 600-jähriges Bestehen in Form eines großen Vereinsfestes, inklusive eines Festumzugs und einer dreitägigen Festveranstaltung am Festgelände zwischen Auenstadion und Gymnasium.
Am 29. (Falkenau) und 30. Juni 2011 (Flöha) beschlossen die Gemeinde- und Stadträte von Falkenau und Flöha eine freiwillige Fusion, die zum 1. Oktober 2011 vollzogen wurde. Die Verwaltungsgemeinschaft Flöha wurde aufgelöst.

### Herkunft des Namens
Der Ort wurde nach dem Fluss benannt; für die Herkunft und die ursprüngliche Bedeutung des Namens gibt es unterschiedliche sprachwissenschaftliche Erklärungen. Der Linguist Ernst Eichler und der Namenkundler Hans Walther sehen die Herkunft des Namens am ehesten im germanischen Wort flouwan, flewan, das mittelhochdeutsch vlöuwen und im Altsorbischen plav(iti) lautete und schwemmen, spülen, flößen bedeutete. So sei der Fluss Flöha als der zu verstehen, auf dem geflößt oder geschwemmt worden sei, altsorbisch Plava, alt- oder mittelhochdeutsch Flawa.

### Historische Ortsnamensformen
In Urkunden finden sich für den Ort folgende Schreibweisen
- 1399: zcu der Flaw
- 1445: Fleye
- 1449: Floye
- 1495: Flew
- 1539/40: die Flöhe
- 1728: Flöha

### Einwohnerentwicklung

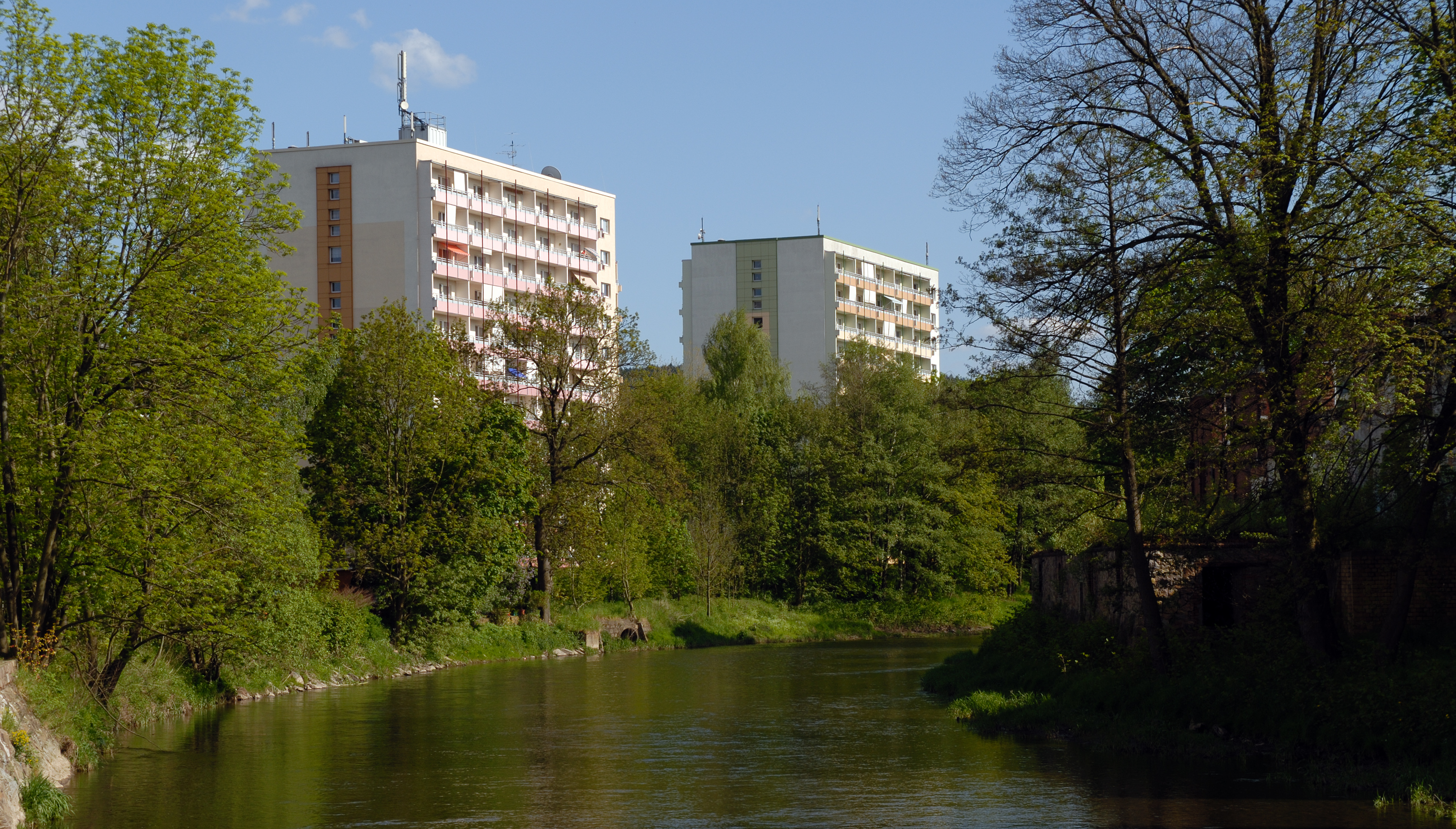
Die „Elfgeschosser“, die höchsten Gebäude der Stadt

Folgende Einwohnerzahlen beziehen sich auf den 31. Dezember des voranstehenden Jahres mit Gebietsstand August 2008:
| vor 1980 - 1939: 6338 | 1980 bis 1989 - 1982: 12.022 - 1983: 12.682 - 1984: 12.829 - 1985: 12.789 - 1986: 12.858 - 1987: 12.792 - 1988: 13.301 - 1989: 13.241 | 1990 bis 1999 - 1990: 12.950 - 1991: 12.575 - 1992: 12.419 - 1993: 12.421 - 1994: 12.280 - 1995: 12.185 - 1996: 12.173 - 1997: 12.309 - 1998: 12.250 - 1999: 12.151 | 2000 bis 2009 - 2000: 11.974 - 2001: 11.662 - 2002: 11.561 - 2003: 11.351 - 2004: 11.084 - 2005: 10.780 - 2006: 10.492 - 2007: 10.320 - 2008: 10.124 - 2009: 9.974 | 2010 bis 2019 - 2010: 9.753 - 6/2011: 9623 - 12/2011: 11.432 - 2012: 11.301 - 2013: 11.128 - 2019: 10.696 - 2023 10.426 |

Quelle: Statistisches Landesamt des Freistaates Sachsen, Stand: 31. Dezember 2023

### Eingemeindungen
- 1. April 1920: Gückelsberg[12]
- 1. Januar 1962: Plaue mit Ortsteil Bernsdorf
- 1. Oktober 2011: Falkenau mit Ortsteil Hetzdorf

## Kultur und Sehenswürdigkeiten

### Bauwerke und Grünanlagen

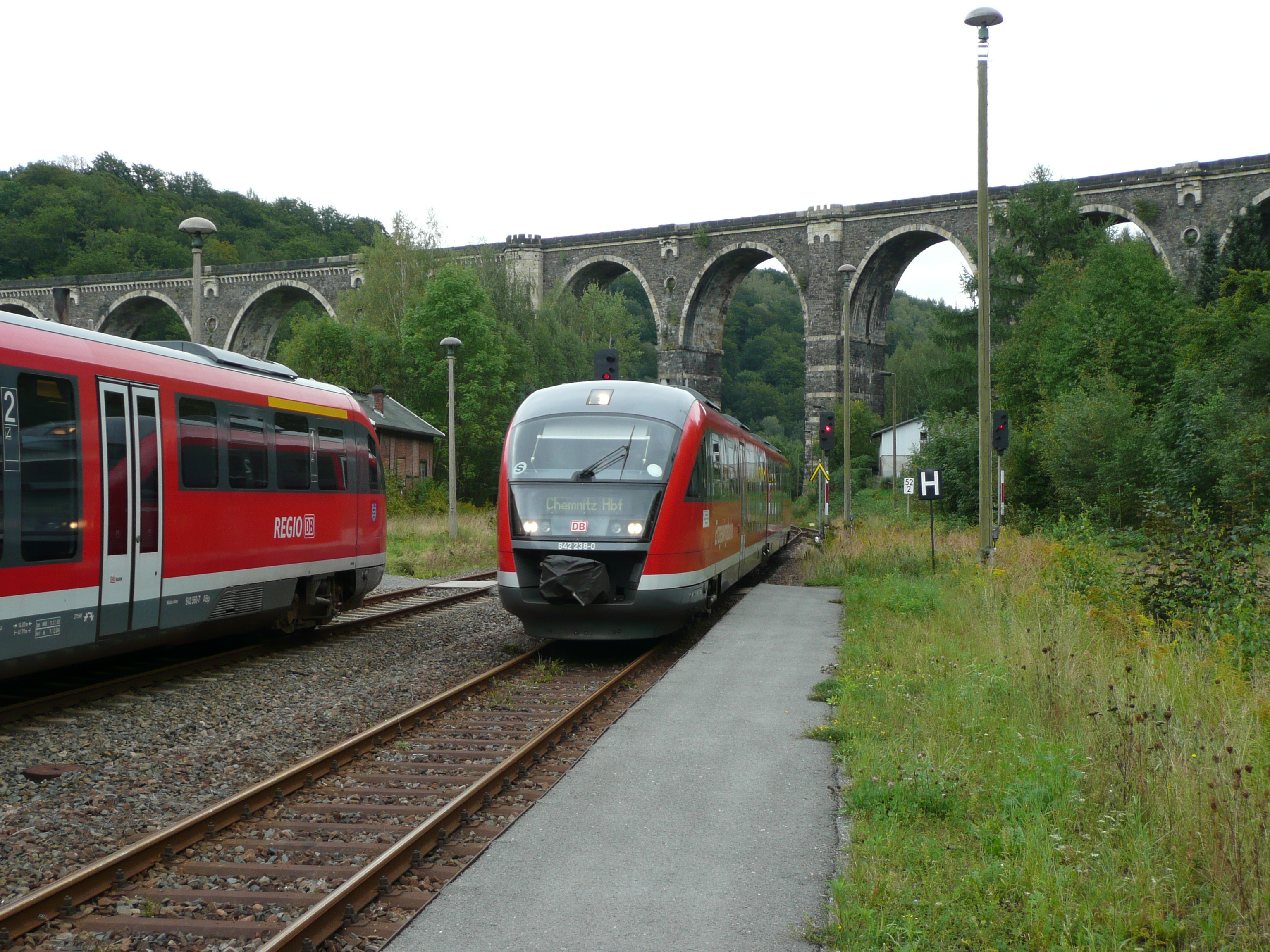
Hetzdorfer Viadukt

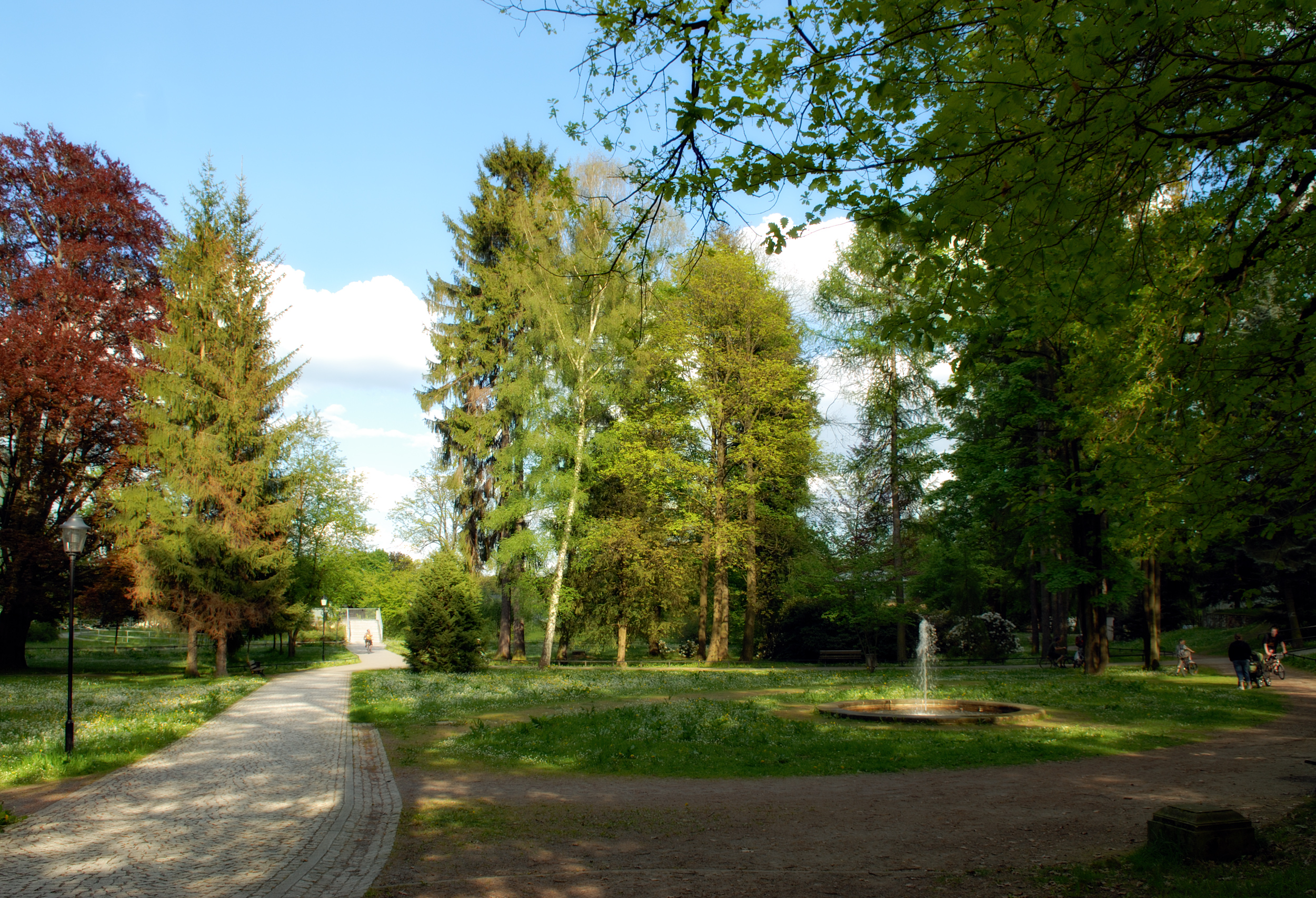
Park neben der Baumwollspinnerei

- Hetzdorfer Viadukt im Ortsteil Falkenau.[13]
- Georgenkirche
- Fachwerkbauten
- Industriegelände Alte Baumwolle
- Geologische Sammlung
- Samuel-von-Pufendorf-Gymnasium,
erhielt 1997 den Deutschen Architekturpreis
- blaue Welle,
eine Fußgänger- und Radwegbrücke über die B 173 und die Eisenbahn; erhielt 2012 den Deutschen Brückenbaupreis

### Gedenkstätten
- Denkmal am ehemaligen Eingang des Werkes Flöha der Oberlungwitzer Textilwerke GmbH zur Erinnerung an die Konzentrationslager-Häftlinge, die hier während des Zweiten Weltkrieges Opfer der Zwangsarbeit wurden. Einige wurden im Hof der Fabrik erhängt
- Gedenkrelief an der Turnhalle Plaue in Flöha-Süd (siehe Geschichte)
- Grabstätten auf dem Waldfriedhof Flöha-Süd für vier unbekannte Polen, die während des Zweiten Weltkrieges nach Deutschland verschleppt und Opfer von Zwangsarbeit wurden

### Freizeit/Sport
In Flöha gibt es mehrere Sportstätten: Das Auenstadion wird vom Förderverein für Nachwuchssport betrieben. Dort befindet sich auch eine Minigolfanlage. Der Förderverein betreibt auch die Kegelbahn in der Dammstraße, die Trainingsstätte für fünf Flöhaer Mannschaften des Turn- und Kegelverein Flöha-Plaue e. V. ist.
Des Weiteren befinden sich in Flöha insgesamt sechs Turnhallen. Dazu zählen die Turnhallen am Gymnasium, an der Oberschule, an der Grundschule (inklusive einer Tennisanlage), die Turnhalle im Auenstadion und die Turnhalle in Flöha-Plaue.
Das Sport- und Freizeitzentrum „Edmund Lehmann“ im Ortsteil Falkenau bietet neben dem Sportplatz eine Kegelbahn sowie eine weitere Turnhalle.
Die Kanusportanlage und Bootshaus des 1928 gegründete Kanusportverein 1928 Flöha e. V.(der vor der Vereinsgründung bereits als Sportgemeinschaft bestand) befinden sich direkt am Ufer der Zschopau direkt in der Nähe des technischen Industriedenkmals des Plauer Stauklappenwehr. Der Verein wurde 2023 mit der Sportplakette des Bundespräsidenten ausgezeichnet und brachte in seiner über 100-jährigen Geschichte viele national und international erfolgreiche Kanuten wie bspw. Anita Nüßner oder Franz Krones, mehrfacher deutschen Vizemeister und Ostdeutscher Meister im Kanurennsport hervor. Zu dem Sportobjekt gehört auch der einzige Campingplatz der Stadt.
Das Freibad Falkenau ist ein Naturbad, das 1936 gegründet wurde.

### Kultur
Flöha bietet eine Vielzahl verschiedener Vereine und ein aktives Vereinsleben, bei dem vor allem die vielen Sportvereine hervorzuheben sind.
Das Vereins- und Kulturzentrum „Wasserbau“ im Gelände der „Alten Baumwolle“ wurde am 26. April 2006 eingeweiht und enthält u. a. den Stadtsaal mit der Gemälde-Galerie des Gemäldezyklus „Das Lied von der Glocke“ von Ernst Erwin Oehme sowie die Stadtbibliothek mit 52.000 Medieneinheiten.
Außerdem finden sich einer der vier Hauptstandorte der Musikschule Mittelsachsen sowie eine Volkshochschule in Flöha.

## Politik

### Stadtrat
Der Stadtrat Flöha setzt sich nach der Stadtratswahl am 9. Juni 2024 aus 22 Mitgliedern und dem stimmberechtigten Oberbürgermeister als dessen Vorsitzenden zusammen. Ergebnisse früherer Wahlen sind tabellarisch aufgelistet.
Bei der Stadtratswahl 2024 errang die erst im Jahr 2023 von ehemaligen Mitgliedern der CDU und FDP gegründete Wählerinitiative Flöha-Falkenau (WIFF) aus dem Stand die meisten Stimmen. Die WIFF hat im derzeitigen Stadtrat 8 Sitze, gefolgt von der AfD mit 7 Sitzen, der CDU mit 4 Sitzen, der SPD mit 2 Sitzen und den Linken mit 1 Sitz. Nach dem Austritt des Oberbürgermeisters aus der Partei teilte auch die parteilose Stadträtin mit, künftig nicht mehr die Partei Die Linke zu repräsentieren.

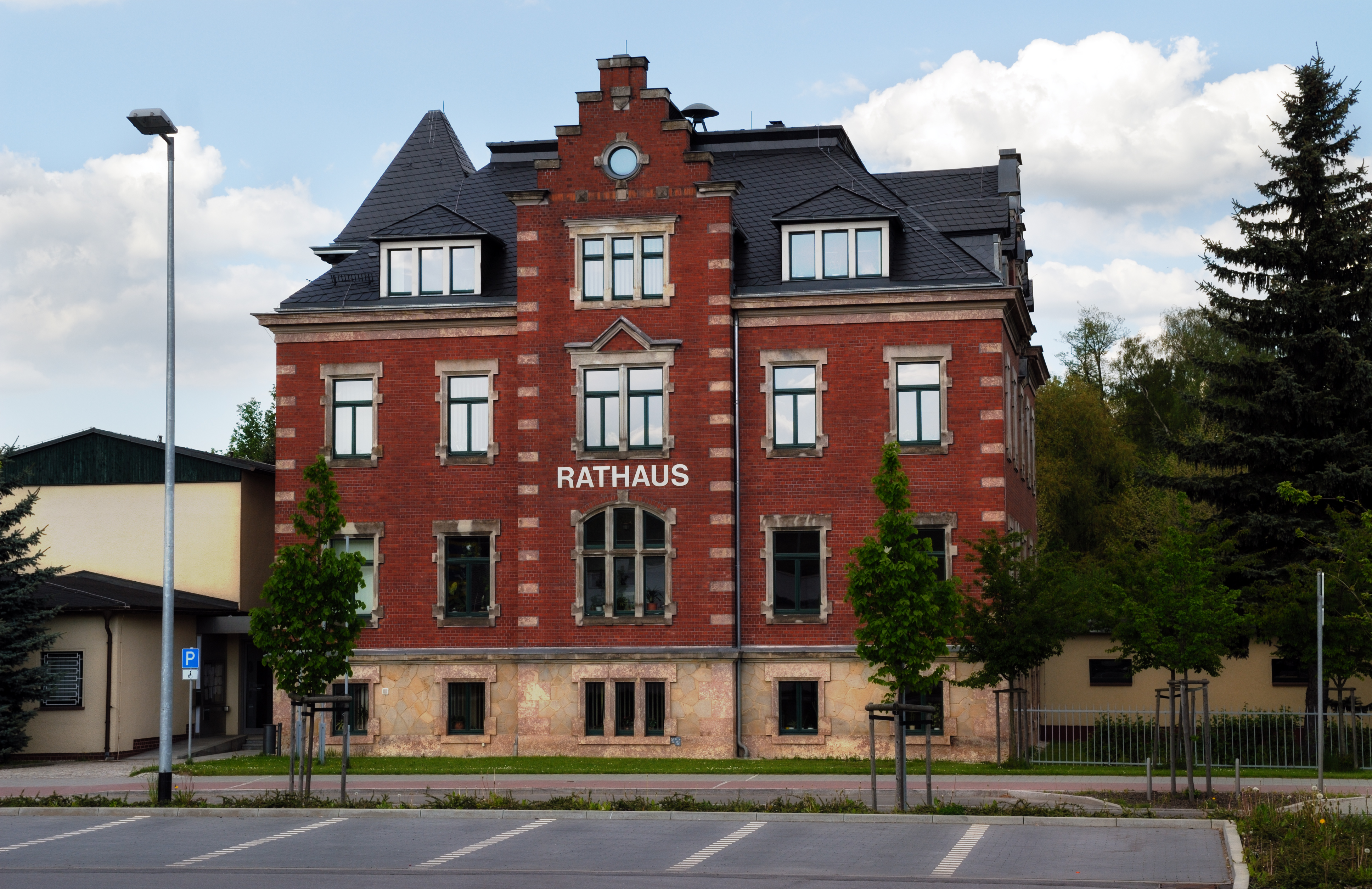
Altes Rathaus

| Stadtrat ab 2024Insgesamt 22 Sitze - Linke: 1 - SPD: 2 - WIFF: 8 - CDU: 4 - AfD: 7 | Liste                            | 2024   | 2024   | 2019   | 2019   | 2014   | 2014   |
| Stadtrat ab 2024Insgesamt 22 Sitze - Linke: 1 - SPD: 2 - WIFF: 8 - CDU: 4 - AfD: 7 | Liste                            | Sitze  | in %   | Sitze  | in %   | Sitze  | in %   |
| Stadtrat ab 2024Insgesamt 22 Sitze - Linke: 1 - SPD: 2 - WIFF: 8 - CDU: 4 - AfD: 7 | Wählerinitiative Flöha-Falkenau  | 8      | 36,3   | –      | –      | –      | –      |
| Stadtrat ab 2024Insgesamt 22 Sitze - Linke: 1 - SPD: 2 - WIFF: 8 - CDU: 4 - AfD: 7 | AfD                              | 7      | 31,2   | 6      | 27,9   | 3      | 15,0   |
| Stadtrat ab 2024Insgesamt 22 Sitze - Linke: 1 - SPD: 2 - WIFF: 8 - CDU: 4 - AfD: 7 | CDU                              | 4      | 20,1   | 9      | 37,8   | 11     | 43,4   |
| Stadtrat ab 2024Insgesamt 22 Sitze - Linke: 1 - SPD: 2 - WIFF: 8 - CDU: 4 - AfD: 7 | SPD                              | 2      | 7,0    | 1      | 8,2    | 3      | 12,4   |
| Stadtrat ab 2024Insgesamt 22 Sitze - Linke: 1 - SPD: 2 - WIFF: 8 - CDU: 4 - AfD: 7 | Linke                            | 1      | 5,4    | 4      | 16,6   | 4      | 18,6   |
| Stadtrat ab 2024Insgesamt 22 Sitze - Linke: 1 - SPD: 2 - WIFF: 8 - CDU: 4 - AfD: 7 | FDP                              | –      | –      | 2      | 9,6    | 1      | 6,1    |
| Stadtrat ab 2024Insgesamt 22 Sitze - Linke: 1 - SPD: 2 - WIFF: 8 - CDU: 4 - AfD: 7 | Freie Wähler Mittelsachsen e. V. | –      | –      | –      | –      | –      | 2,6    |
| Stadtrat ab 2024Insgesamt 22 Sitze - Linke: 1 - SPD: 2 - WIFF: 8 - CDU: 4 - AfD: 7 | Grüne                            | –      | –      | –      | –      | –      | 2,0    |
| Stadtrat ab 2024Insgesamt 22 Sitze - Linke: 1 - SPD: 2 - WIFF: 8 - CDU: 4 - AfD: 7 | Wahlbeteiligung                  | 68,2 % | 68,2 % | 62,6 % | 62,6 % | 50,8 % | 50,8 % |

### Bürgermeister
Seit Ende Juli 2015 ist Volker Holuscha (parteilos, bis 2024 Die Linke) Oberbürgermeister der Stadt Flöha. Er löste Friedrich Schlosser (CDU) nach seiner 25-jährigen Amtszeit ab. Holuscha wurde am 12. Juni 2022 mit 96,5 % erneut für eine Amtszeit von sieben Jahren gewählt.

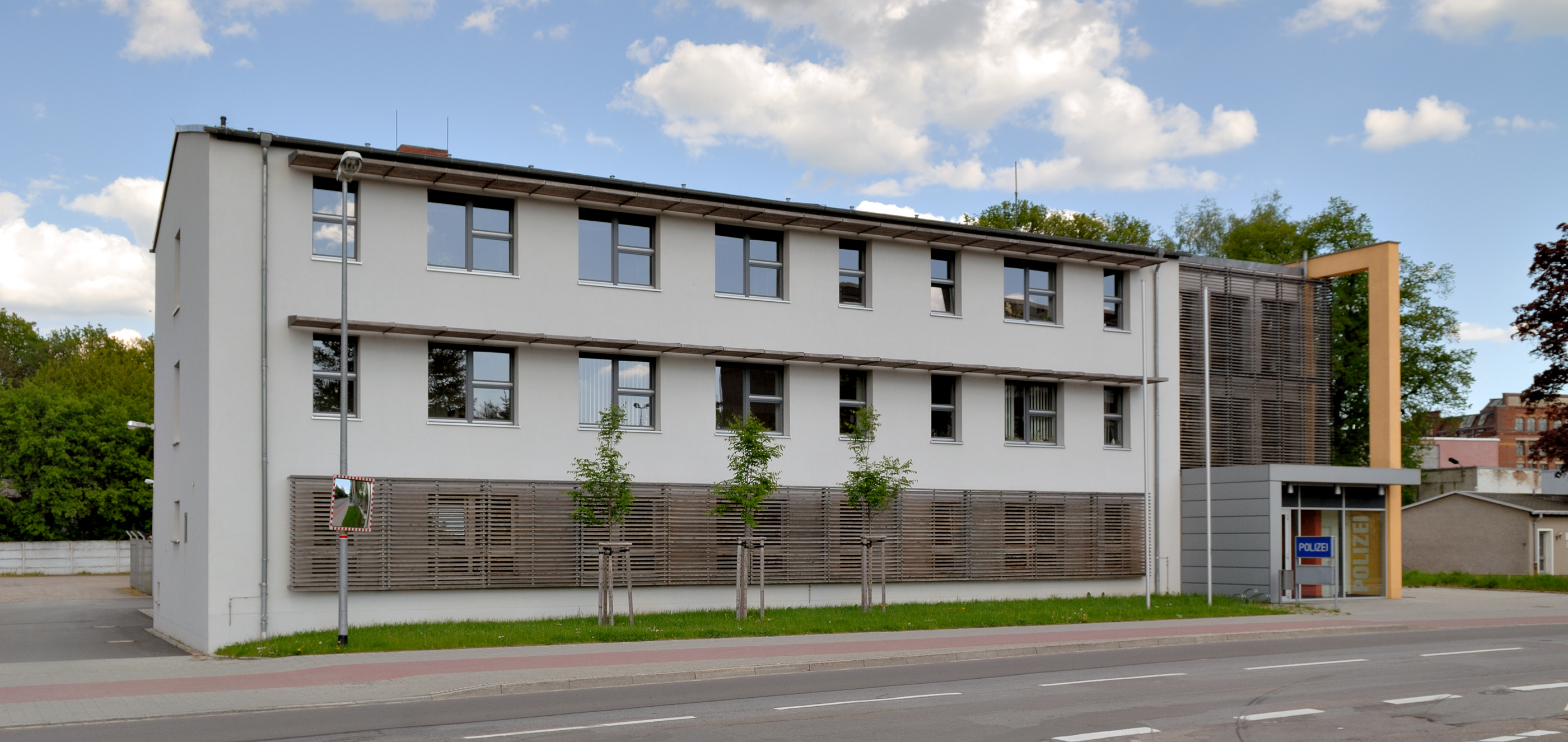
Polizeistation

| Wahl | Bürgermeister       | Vorschlag | Wahlergebnis (in %) |
| ---- | ------------------- | --------- | ------------------- |
| 2022 | Volker Holuscha     | Linke     | 96,5                |
| 2015 | Volker Holuscha     | Linke     | 42,4                |
| 2008 | Friedrich Schlosser | CDU       | 53,4                |
| 2001 | Friedrich Schlosser | CDU       | 57,4                |

### Wappen
Das am 22. Januar 1997 vom Stadtrat angenommene Wappen hat folgende Blasonierung:
„In Blau auf oben bordiertem grünen Berg zwei silbern bekleidete Frauen mit goldenen Haaren, naturfarbenem Gesicht, naturfarbenen Armen und naturfarbenen Füßen, Hand in Hand, je einen kupferfarbenen Wasserkessel tragend, aus dem sich silbernes Wasser ergießt, das zu den Füßen der Frauen zu einem Rinnsal zusammenfließt.“
Die beiden Rinnsale weisen auf den Zusammenfluss von Flöha und Zschopau hin. Die beiden Wasserkessel entsprechen den Quellen der Flüsse. Da die Zschopau am Nordhang des Fichtelberges entspringt und ihre Quelle somit höher liegt als die der Flöha, wird der Wasserkessel von der rechten Frau höher getragen. Die Flöha galt seit jeher als unberechenbarer Fluss und muss daher im Gegensatz zur Zschopau mit Ketten gehalten werden.

### Städtepartnerschaften

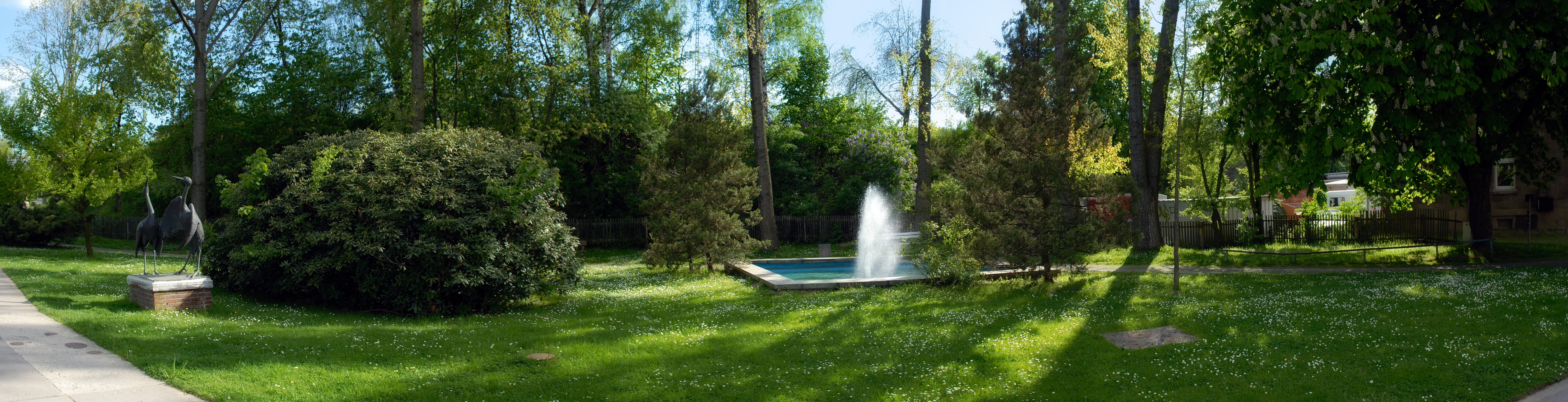
Parkanlage in der Innenstadt

Seit 1963 existieren partnerschaftliche Beziehungen zur nordfranzösischen Stadt Méricourt, einer ehemaligen Bergbaugemeinde in der Region Hauts-de-France. Bereits vor 1990 reiste eine Delegation mit ausgewählten Teilnehmern nach Méricourt in das Nichtsozialistische Ausland. Seit 1990 ist ein regelmäßiger Austausch möglich. 2002 fand die Unterzeichnung eines Partnerschaftsvertrages statt. Seitdem gibt es nahezu jedes Jahr Schüler- und Jugendaustausche, insbesondere durch die Flöhaer Oberschule, und Kontakt auf kommunalpolitischer Ebene.
Es besteht zudem auch eine Freundschaft mit dem Memminger Stadtteil Amendingen. So finden regelmäßig gegenseitige Besuche zwischen den Freiwilligen Feuerwehren und Musikvereinen statt. Ferner wurden im Rahmen dieser Freundschaft die Pläne des Memminger Feuerwehrhauses übergeben, um beim Neubau in Flöha die Kosten für Planung und Statik zu sparen.

## Wirtschaft und Infrastruktur

### Staatsdarre
In Flöha befindet sich die Forstsamendarre des Zentrums für forstliches Vermehrungsgut des Sachsenforsts.
Dort wird Saatgut aus ausgesuchten Baumbeständen aufbereitet und bis zur Aussaat gelagert.

### Verkehr
Die Stadt befindet sich mit dem Bahnhof Flöha an der überregionalen Bahnstrecke Dresden–Werdau (als Teil der Sachsen-Franken-Magistrale bekannt) und den regionalen Strecken Zschopautalbahn und Flöhatalbahn. Dieser wird im Stundentakt vom Regionalexpress 3 Dresden–Zwickau–Hof, ebenfalls im Stundentakt von der Regionalbahn 30 Dresden–Zwickau durch die Mitteldeutsche Regiobahn bedient. Die Erzgebirgsbahn bedient parallel dazu die Regionalbahnlinien 80 Chemnitz–Annaberg-Buchholz(–Cranzahl) im Stundentakt sowie 81 Chemnitz–Olbernhau Montag–Freitag im Stundentakt, sonst im Zweistundentakt. Durch die Vielzahl der Linien gibt es nach Chemnitz im Tagesverkehr mehrere Züge pro Stunde.
Daneben verkehren zwei Stadtbuslinien und die Regionalbuslinien 703 (Frankenberg – Flöha – Augustusburg), 705 (Chemnitz – Flöha – Augustusburg – Eppendorf), 710 (Chemnitz – Flöha – Gahlenz) und 234 (Flöha – Gornau – Zschopau).
Zentraler Umsteigepunkt ist der Busbahnhof vor dem Bahnhof.
Flöha erreicht man mit dem Auto über die Bundesstraße 173 und die Bundesstraße 180.
An das überregionale Radwegnetz ist Flöha mit dem Flöhatalradweg und dem Zschopautalradweg verbunden. Durch Falkenau führt die Sächsische Städteroute. Es gibt eine ausgeschilderte Radwegverbindung von der Flöha-Mündung nach Euba mit Anschluss an das Chemnitzer Radwegenetz. Durch Flöha führt der „Sächsische Jakobsweg an der Frankenstraße“.

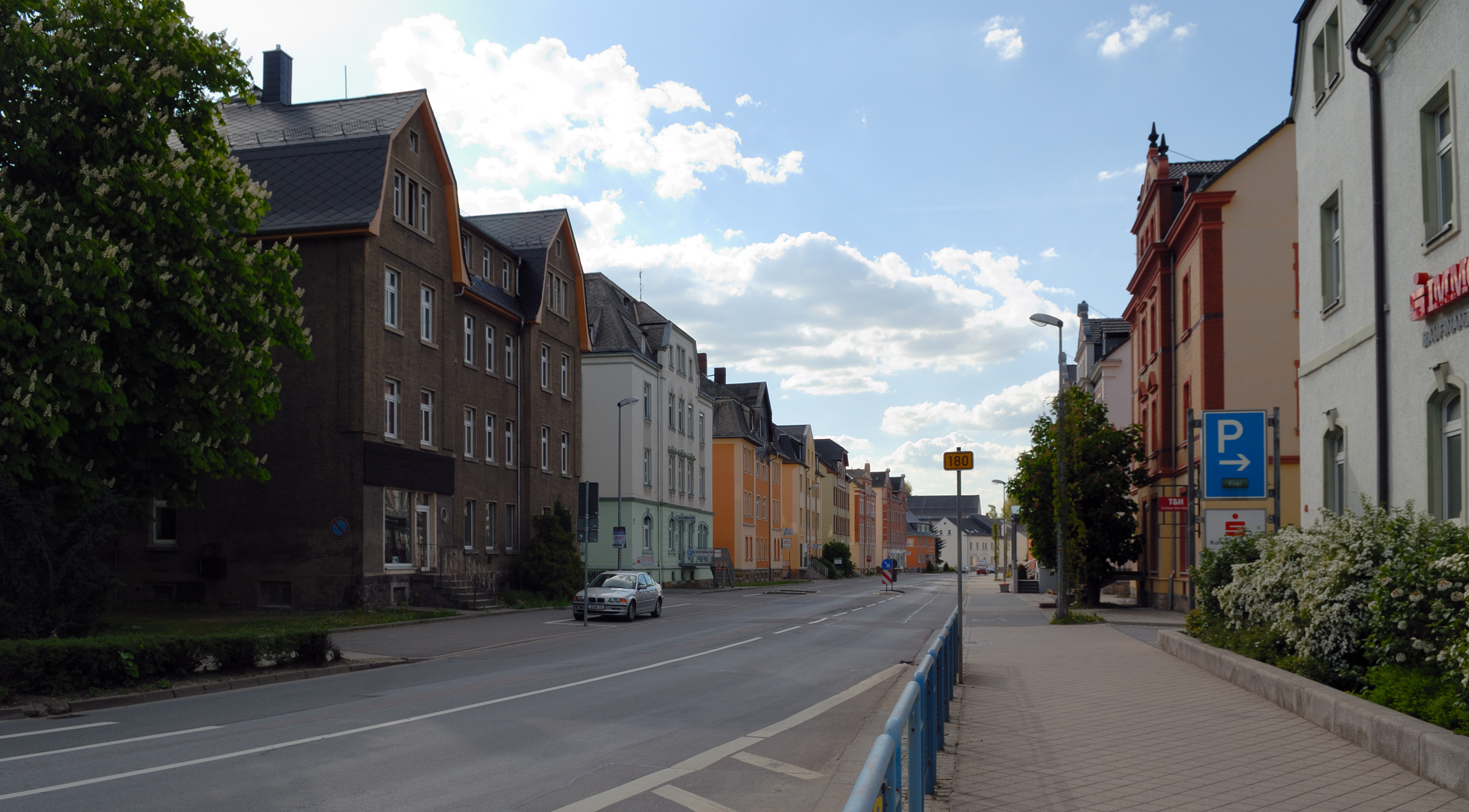
Die als Hauptstraße durch die Stadt führende Augustusburger Straße
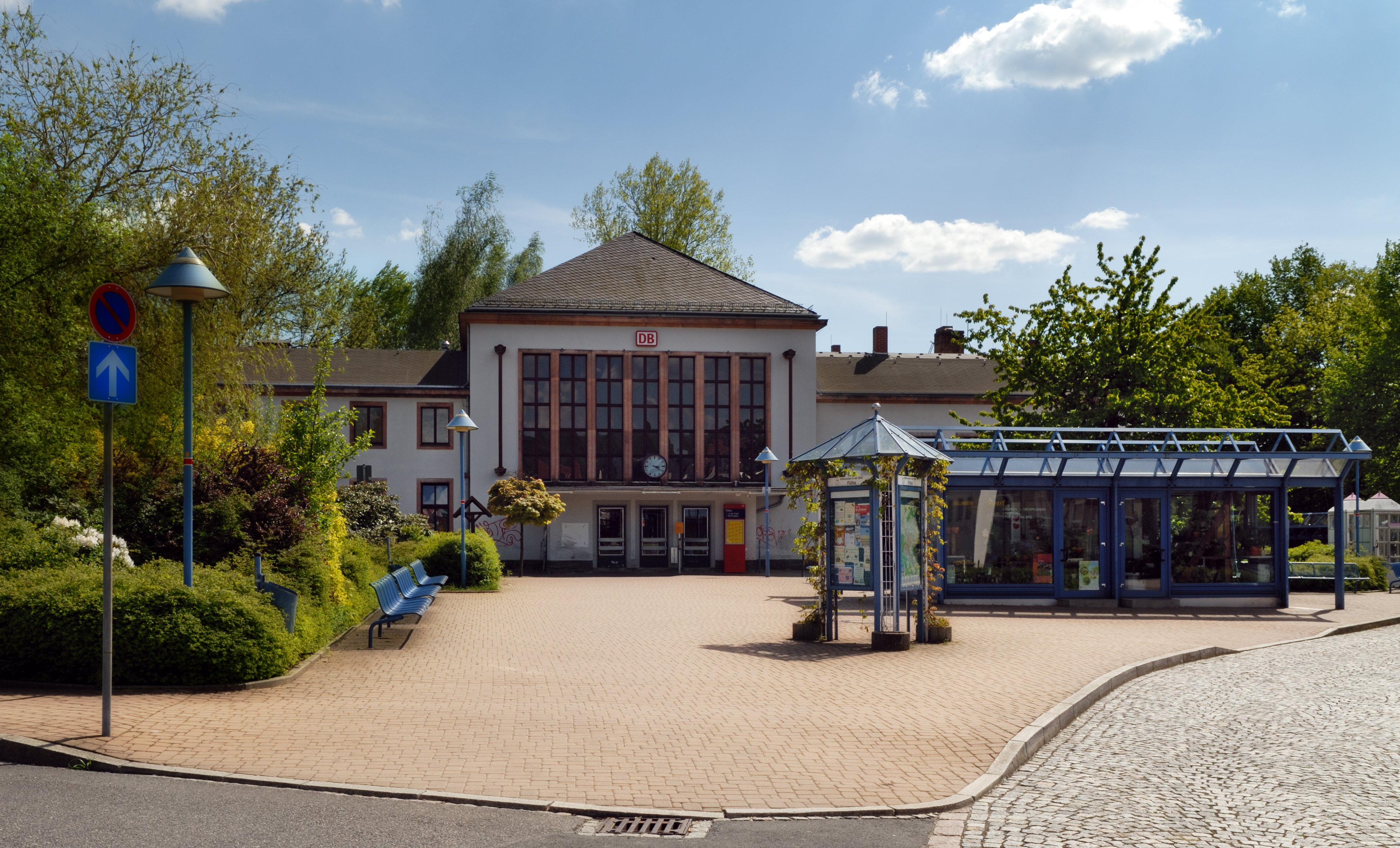
Bahnhof Flöha
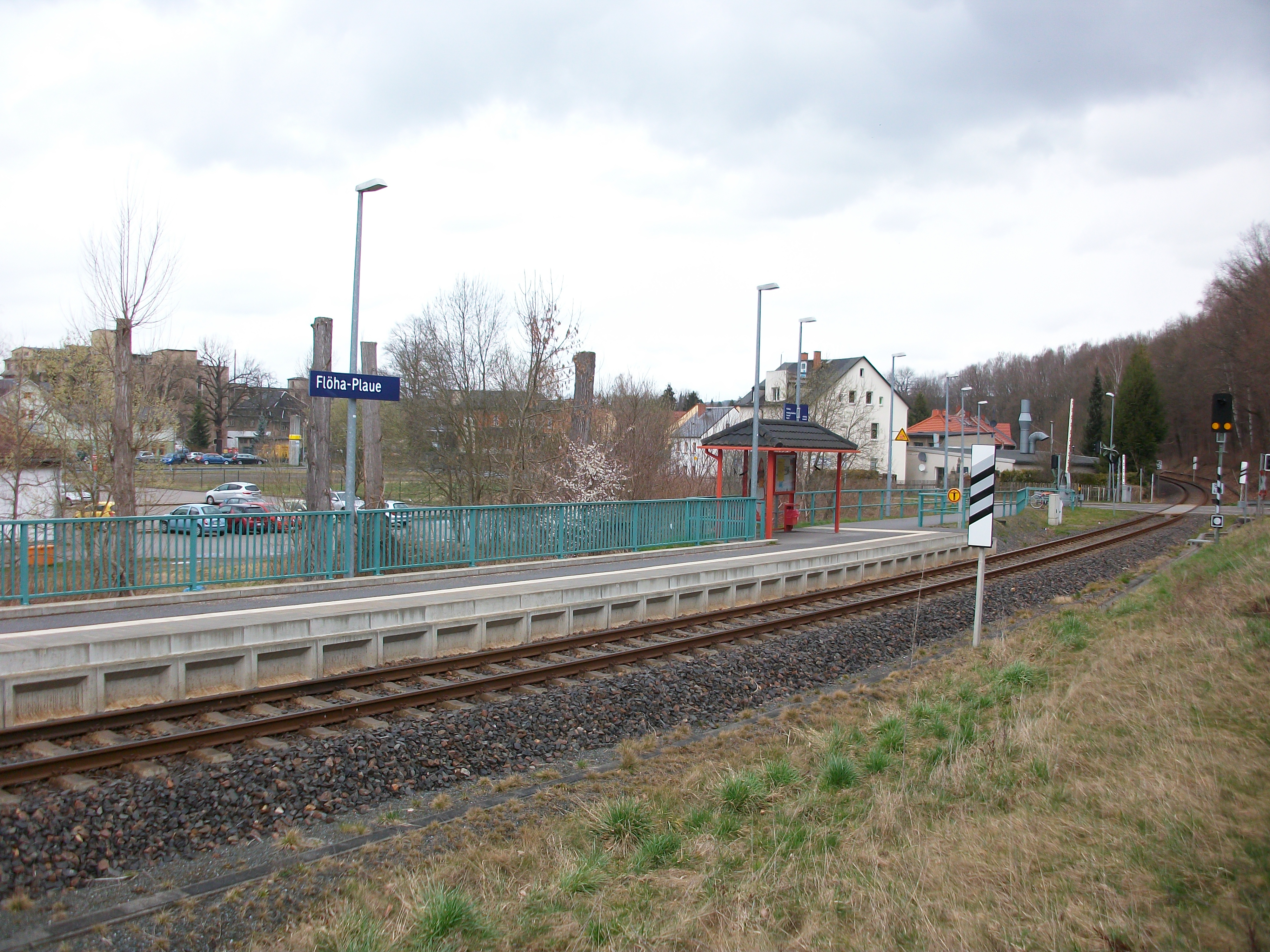
Haltepunkt Flöha-Plaue (2016)
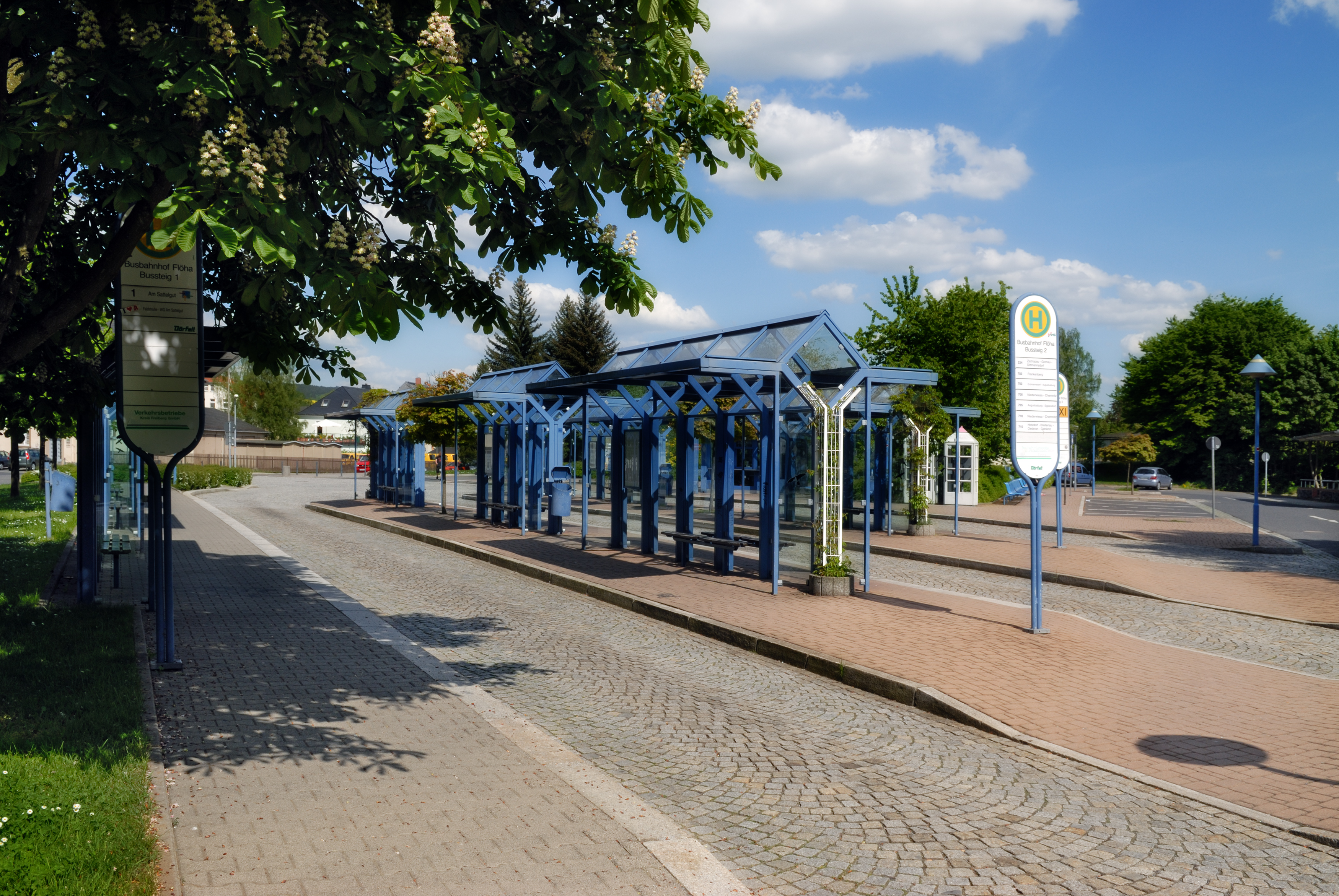
Busbahnhof
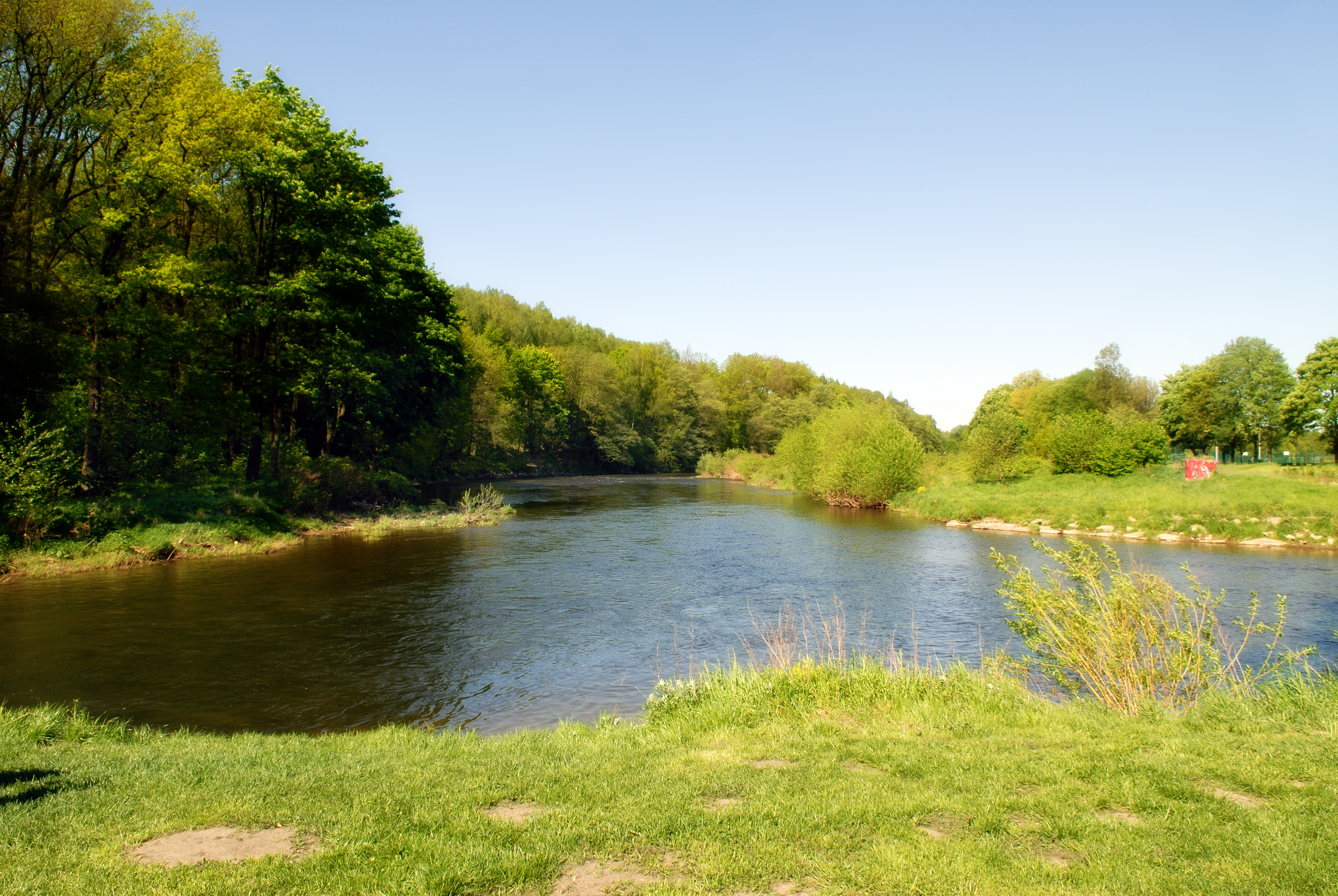
Zusammenfluss der Flüsse Flöha und Zschopau
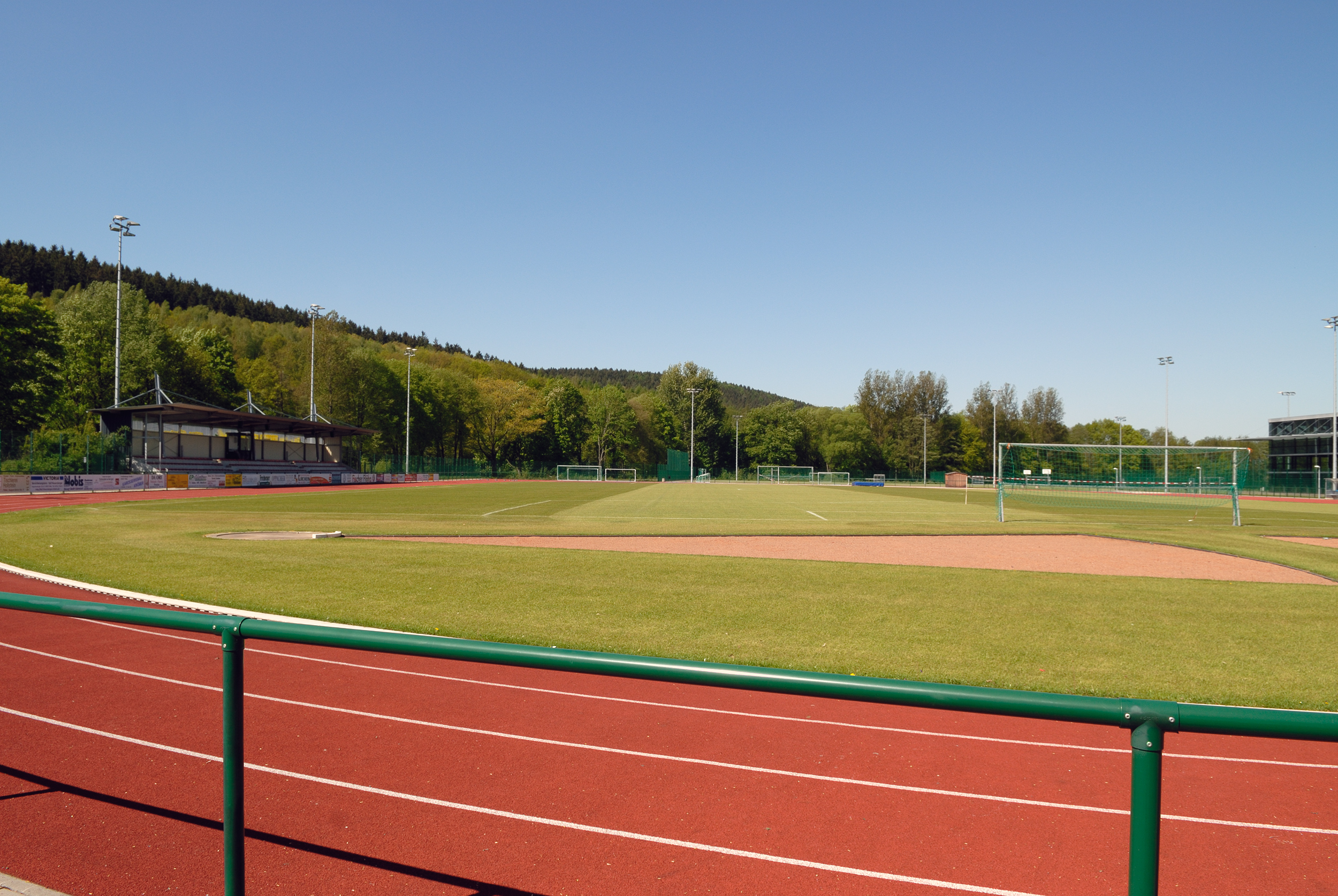
Auenstadion